# Elvia Ardalani
Elvia García Ardalani, nota semplicemente come Elvia Ardalani (Heroica Matamoros, 4 giugno 1963), è una scrittrice, poetessa e narratrice messicana. Assistente professore presso il Dipartimento di Lingue e Letterature Moderne presso la University of Texas–Pan American (UTPA), dove insegna scrittura creativa e letteratura spagnola.

## Opere
Nel 1989 pubblica il suo primo libro dal titolo Por recuerdos viejos, por esos recuerdos (Per vecchi ricordi, per quei ricordi), nominato per il Premio José Fuentes Mares per la letteratura.
Il suo secondo libro, De cruz y media luna (Croce e Mezzaluna), è stato pubblicato nel 1996. La poesia di questa raccolta affronta l'amore attraverso l'intreccio tra mondo cristiano e il mondo musulmano, mondo ispanico e mondo persiano. La seconda edizione, pubblicata nel 2006, era un'edizione bilingue, spagnolo, inglese, dal titolo: De cruz y media luna / Cross and Crescent.
Il suo terzo libro, Y comerás del pan sentado junto al fuego (E mangerai il pane seduto accanto al fuoco), venne pubblicato nel 2002, uno dei più significativi tra le sue opere. Le poesie di questa raccolta rivisitano il tema dell'amore, anche se appare circoscritto in un contesto semi-biblico.
Il suo quarto libro, Miércoles de ceniza (Mercoledì delle Ceneri), venne pubblicato nel 2007. È una lunga poesia di 622 versi, un profondo lamento che sfocia nel dolore. Si può dire che, data la sua lunghezza, si ispiri alla Bibbia, descrivendo e approfondendo il profondo dolore che l'autore provò per la morte improvvisa del padre. Nel 2008 è stata nominata per il Premio Iberoamericano Carlos Pellicer per la poesia e per le opere pubblicate.

## Premi
- Destinatario del premio Eccezionale per l'insegnamento[1] dell'Università del Texas System Regents

## Pubblicazioni
- Ardalani, Elvia. De cruz y media luna. Acassuso [Argentina]: Tierra de Libros, 1996.
- De cruz y media luna / From Cross and Crescent Moon. Edizione bilingue. Trans. Francisco Macías Valdés. Illus. Ismael Aguilar Ruiz. Città del Messico: Claves Latinoamericanas, 2006.ISBN 0-9711496-2-3 ;ISBN 978-0-9711496-2-5
- Miércoles de ceniza. Città del Messico: editoriale Miguel Ángel Porrúa, 2007.ISBN 970-701-965-4 ;ISBN 978-970-701-965-2
- Por viejos recuerdos, por esos recuerdos. 1989
- Y comerás del pan sentado junto al fuego. Città del Messico: Claves Latinoamericanas, 2002.